# 東京最新版!
『東京最新版!』（とうきょうさいしんばん）とは、1990年代頃、日本テレビ以外のNNS加盟局で放送されていたミニ番組である。
地方在住者に東京都内の最新トレンドやスポット等を紹介する。開始当初は番組のリポーターを日本テレビの女性アナウンサー（新人あるいは入社2年目から3年目程度のアナウンサーが登場することが多かった）が務め、2001年頃からはフリーアナウンサーなどが担当するようになり、最末期は羽田惠理香（現・はねだえりか）、その後、川瀬良子が務めた。
関東以外の地方局向けという特異な放送形態であったため、詳細な放送時期は不明であるが、少なくとも2002年頃まで放送されたことが確認されている。また、一部の系列局ではローカルニュース番組の1コーナーとして放送された。
| スタブアイコン | サブスタブ | この項目は、まだ閲覧者の調べものの参照としては役立たない、テレビ番組に関連した書きかけの項目です。この項目を加筆・訂正などしてくださる協力者を求めています（P:テレビ/PJ:放送または配信の番組）。 |